# Halo Star
Halo Star è il nono album in studio del gruppo darkwave statunitense Black Tape for a Blue Girl, pubblicato nel 2004.

## Tracce
1. Glow
2. Tarnished
3. The Gravediggers
4. Your Love Is Sweeter Than Wine
5. Indefinable, Yet
6. Knock Three Times
7. Scarecrow
8. Damn Swan!
9. Already Forgotten
10. The Fourth Footstep
11. Dagger
12. Halo Star